# Manuel Rodríguez Vega
Manuel Rodríguez Vega (Santiago, Chile; 2 de agosto de 1942) es un exfutbolista y entrenador de fútbol chileno, donde junto a su hermano Juan brilló en la época del Ballet Azul de la Universidad de Chile. También trabajaba como banquero, mientras lo hacía como futbolista profesional.

## Trayectoria

### Como jugador
Se formó en la Universidad de Chile junto a su hermano Juan. Debutó a inicios de la década del 60 en el club azul, pasó a San Luis el año 1964 para después volver a la U y ser titular indiscutido.

### Como entrenador
Entrena al club azul el año 81 por seis meses, pero debido a una enfermedad da su paso a Fernando Riera con un interinato previo de Ulises Ramos con la «U» campeona de la segunda división (actualmente llamada la Primera B) y permanecer en la división de honor. Ahí, junto con Pedro Morales dirigieron intercalados al equipo durante 1990 1991.

## Clubes

### Como jugador
| Club                 | País           | Año       |
| -------------------- | -------------- | --------- |
| Universidad de Chile | Chile          | 1960-1963 |
| San Luis de Quillota | Chile          | 1964      |
| Universidad de Chile | Chile          | 1965-1973 |
| Los Angeles Aztecs   | Estados Unidos | 1974      |
| Universidad de Chile | Chile          | 1976-1977 |

### Como entrenador
| Club                  | País  | Año  |
| --------------------- | ----- | ---- |
| Ñublense              | Chile | 1980 |
| Universidad de Chile  | Chile | 1981 |
| Deportes Iquique      | Chile | 1982 |
| Compañía de Teléfonos | Chile | 1988 |
| Fernández Vial        | Chile | 1989 |
| Universidad de Chile  | Chile | 1990 |
| Universidad de Chile  | Chile | 1991 |
| Deportes Melipilla    | Chile | 1992 |
| Provincial Osorno     | Chile | 2011 |
| Ferroviarios de Chile | Chile | 2015 |
| Municipal Salamanca   | Chile | 2016 |

## Palmarés

### Como jugador

#### Títulos locales
| Título               | Club                 | País  | Año  |
| -------------------- | -------------------- | ----- | ---- |
| Torneo Metropolitano | Universidad de Chile | Chile | 1968 |
| Torneo Metropolitano | Universidad de Chile | Chile | 1969 |

#### Títulos nacionales
| Título                   | Club                 | País  | Año  |
| ------------------------ | -------------------- | ----- | ---- |
| Primera División         | Universidad de Chile | Chile | 1962 |
| Primera División         | Universidad de Chile | Chile | 1965 |
| Primera División         | Universidad de Chile | Chile | 1967 |
| Copa Francisco Candelori | Universidad de Chile | Chile | 1969 |
| Primera División         | Universidad de Chile | Chile | 1969 |

### Distinciones individuales
| Distinción                                                                              | Año  |
| --------------------------------------------------------------------------------------- | ---- |
| Mejor Lateral Izquierdo del Fútbol Chileno                                              | 1969 |
| Incluido dentro de las 50 mejores figuras históricas de Universidad de Chile por AS.com | 2016 |

| Predecesor: Fernando Riera Luis Ibarra Pedro Morales | Director Técnico de Universidad de Chile 1981 1990 1991 | Sucesor: Ulises Ramos Pedro Morales |